# Гущин Феофан Михайлович
Феофа́н Миха́йлович Гу́щин (нар. 25 жовтня 1909, Миколаїв, Херсонська губернія, Російська імперія — пом. 1 лютого 1991, Миколаїв, Українська РСР, СРСР) — український радянський суднобудівник. Герой Соціалістичної Праці (1963).

## Життєпис
Народився в місті Миколаєві Херсонської губернії Російської імперії в родині робітника. Здобув неповну середню освіту.
У 1931—1933 роках проходив дійсну строкову службу в лавах РСЧА. З 1933 року — слюсар-монтажник суднобудівного заводу № 445. Працював на встановленні головних двигунів, вало- і трубопроводів всередині відсіків суден.
З початком німецько-радянської війни завод був евакуйований до міста Поті в Грузію. Працюючи слюсарем 7-го розряду цеху № 4 суднобудівного заводу № 201, був кваліфікованим спеціалістом з ремонту підводних човнів. Особливо відзначився під час відновлювального монтажу підводних човнів М-30, М-114, М-115, М-116, що прибули з Тихоокеанського флоту. Член ВКП(б) з 1944 року.
Після повернення у Миколаїв до виходу на пенсію працював слюсарем-монтажником, згодом — бригадиром слюсарів-монтажників на Миколаївському суднобудівному заводі імені 61 комунара.
Жив у Миколаєві, останніми роками в селі Варюшине Веселинівського району Миколаївської області. Помер 1 лютого 1991 року.

## Нагороди
Указом Президії Верховної Ради СРСР від 28 квітня 1963 року «за визначні заслуги у справі створення і виробництва нових типів ракетного озброєння, а також атомних підводних човнів і надводних кораблів, оснащених цією зброєю, і переоснащення кораблів Військово-морського флоту», Гущину Феофану Михайловичу присвоєно звання Героя Соціалістичної праці з врученням ордена Леніна і медалі «Серп і Молот» (№ 8699).
- Ордени Леніна (24 вересня 1954, 28 квітня 1963);
- Орден Трудового Червоного Прапора (2 жовтня 1950);
- Медаль «За бойові заслуги» (9 листопада 1944);
- Медаль «За трудову доблесть»;
- Медаль «За оборону Севастополя»;
- Медаль «За оборону Кавказу» (28 березня 1945);
- Почесний громадянин міста Миколаєва (16 вересня 1969).